# Conus salreiensis
Conus salreiensis é uma espécie de gastrópode do gênero Conus, pertencente à família Conidae.